# Taosa herbida
Taosa herbida är en insektsart som först beskrevs av Walker 1851.  Taosa herbida ingår i släktet Taosa och familjen Dictyopharidae. Inga underarter finns listade i Catalogue of Life.